# Matt Littler
 (octobre 2012).
Pour les articles homonymes, voir Littler.
Matt Littler est un acteur anglais né le 19 mars 1982 à Bury, Lancashire, en Angleterre. Il a joué durant onze ans le rôle de Max Cunningham dans le soap opera anglais Hollyoaks, jusqu'à la mort de ce personnage en juin 2008.